# Безсмъртните Тък
„Безсмъртните Тък“ (на английски: Tuck Everlasting) е американско фентъзи драма от 2002 г. на режисьора Джей Ръсел, базиран на едноименната книга от 1975 г., написана от Натали Бабит. Участват Алексис Бледъл, Бен Кингсли, Сиси Спейсик, Ейми Ървинг, Виктор Гарбър, Джонатан Джаксън, Скот Беърстоу и Уилям Хърт. Премиерата на филма е на 11 октомври 2002 г. в Съединените щати от „Уолт Дисни Пикчърс“. В България се разпространява от „Александра видео“.

## Сюжет
Интересна приказна история, която поставя проблема за смисъла на живота и изкушението безсмъртие.